# 892
Évszázadok: 8. század – 9. század – 10. század
Évtizedek: 840-es évek – 850-es évek – 860-as évek – 870-es évek – 880-as évek – 890-es évek – 900-as évek – 910-es évek – 920-as évek – 930-as évek – 940-es évek
Évek: 887 – 888 – 889 – 890 –  891 – 892 – 893 – 894 – 895  – 896 – 897

## Események

### Európa
- Arnulf keleti frank király háborút indít kényelmetlenül nagyra nőtt vazallusa, Szvatopluk morva fejedelem ellen. Szövetséget köt Vladimir bolgár fejedelemmel a morvák ellen és nagy sereget gyűjt össze bajorokból, frankokból és alemannokból, mozgósítja Braszlav alsó-pannóniai fejedelem hadait, valamint segítséget kér az etelközi magyaroktól is. Arnulf feldúlja a Dunántúlt, de az erődökbe visszahúzódott morvákkal nem boldogul.
- A besenyők a Dnyeperen túlra szorítják az etelközi magyarokat.
- Guidó itáliai király (és frank császár) arra kényszeríti a vonakodó és a császárral szemben szövetségeseket kereső Formosus pápát, hogy koronázza tárcsászárrá fiát, Lambertet.
- Arn wüzburgi püspök Poppo türingiai herceg támogatásával hadjáratot indít a vendek ellen és eközben megölik. Arnulf király ezért leváltja Poppót és helyére Konrádot ülteti.
- Meghal Branimir horvát fejedelem. Utóda Muncimir (I. Trpimir fia).
- Pribiszlav szerb fejedelmet unokatestvére, Petar elűzi a trónról.
- A Franciaországot, Flandriát és a Rajna-vidéket dúló vikingek a sorozatos vereségek miatt áthajóznak Angliába. Két flotta érkezik Kentbe, egy 250 és egy 80 hajós. Nagy Alfréd angol király seregével a két csoport között helyezkedik el, hogy megakadályozza egyesülésüket és kiegyezik a kisebbik vezetőjével, Hasteinnel, hogy vonuljon tovább Essexbe.
- II. Ibráhim észak-afrikai aglabida emír sereget és új kormányzót küld Szicíliába, mert az ottani szaracénok fellázadtak és függetlenedtek uralmától. Az új kormányzó, Muhammad ibn Fadhl megszállja Palermót és egy rövid időre visszaállítja az emír hatalmát.

### Abbászida Kalifátus
- Abú al Abbász régens felveszi az al-Mutadid bi-lláh nevet és kényszeríti nagybátyját, al-Mutamid kalifát, hogy őt jelölje ki trónörökösnek (megkerülve annak fiát, al-Mufavvidet)
- Októberben meghal az 50 éves al-Mutamid. Utóda al-Mutadid, aki a kalifátus székhelyét visszaköltözteti Szamarrából Bagdadba.
- I. Szmbat örmény király (a kalifa vazallusa) elfoglalja Dvin városát az arab kormányzótól.

### Korea
- Kjon Hvon tábornok fellázad Silla királya ellen, elfoglalja a régi Pekcse területét és királlyá kiáltva ki magát megalapítja Kései Pekcse államát.

## Születések
- Tang Aj-ti, a kínai Tang-dinasztia utolsó császára

## Halálozások
- október 15. – al-Mutamid, abbászida kalifa
- al-Tirmidí, muszlim teológus
- Branimir, horvát fejedelem
- Thesszaloniki Szent Teodóra, bizánci apáca

## Fordítás
- Ez a szócikk részben vagy egészben  a(z)   892 című angol Wikipédia-szócikk ezen változatának fordításán alapul.  Az eredeti cikk szerkesztőit annak laptörténete sorolja fel. Ez a jelzés csupán a megfogalmazás eredetét és a szerzői jogokat jelzi, nem szolgál a cikkben szereplő információk forrásmegjelöléseként.